# Куп Србије у одбојци за жене
Куп Србије је национални одбојкашки куп Републике Србије за жене. Одржава се у организацији Одбојкашког савеза Србије.

## Историја
Куп Србије је правни наследник Купа Србије и Црне Горе. Куп Србије и Црне Горе је одржан само три пута, јер се Државна заједница Србија и Црна Гора 2006. године раздвојила на Србију и Црну Гору. У складу са тиме, овај куп је пред сезону 2006/07. раздвојен на два такмичења — Куп Црне Горе и Куп Србије.

## Финала
| Сезона                  | Финале                     | Финале                                              | Финале                 | Изв.         |
| Сезона                  | Победник                   | Резултат                                            | Финалиста              | Изв.         |
| 2006/07. (Београд)      | Поштар (1)                 | 3 : 2 (7 : 25, 25 : 20, 14 : 25, 25 : 15, 15 : 13)  | Црвена звезда          |              |
| 2007/08. (Београд)      | Поштар (2)                 | 3 : 1 (25 : 19, 25 : 15, 23 : 25, 25 : 20)          | Динамо Панчево         | [ 1 ]        |
| 2008/09. (Обреновац)    | Поштар (3)                 | 3 : 0 (25 : 16, 25 : 21, 25 : 17)                   | Црвена звезда          | [ 2 ]        |
| 2009/10. (Београд)      | Црвена звезда (1)          | 3 : 1 (19 : 25, 25 : 23, 26 : 24, 25 : 20)          | Динамо Панчево         | [ 3 ]        |
| 2010/11. (Београд)      | Црвена звезда (2)          | 3 : 0 (25 : 20, 25 : 15, 25 : 22)                   | Визура                 | [ 4 ]        |
| 2011/12. (Лазаревац)    | Црвена звезда (3)          | 3 : 0 (25 : 21, 25 : 20, 25 : 13)                   | Спартак Суботица       | [ 5 ]        |
| 2012/13. (Београд)      | Црвена звезда (4)          | 3 : 1 (26 : 28, 25 : 19, 25 : 23, 25 : 23)          | Визура                 | [ 6 ]        |
| 2013/14. (Стара Пазова) | Црвена звезда (5)          | 3 : 2 (21 : 25, 25 : 22, 25 : 13, 17 : 25, 15 : 13) | Партизан Визура        | [ 7 ]        |
| 2014/15. (Уб)           | Визура (1)                 | 3 : 0 (25 : 23, 25 : 17, 25 : 22)                   | ТЕНТ                   | [ 8 ]        |
| 2015/16. (Стара Пазова) | Визура (2)                 | 3 : 0 (25 : 21, 25 : 22, 25 : 15)                   | Јединство Стара Пазова | [ 9 ] [ 10 ] |
| 2016/17. (Стара Пазова) | Јединство Стара Пазова (1) | 3 : 0 (25 : 11, 25 : 21, 25 : 20)                   | Динамо Панчево         | [ 11 ]       |
| 2017/18. (Лајковац)     | Железничар Лајковац (1)    | 3 : 2 (25 : 23, 21 : 25, 25 : 18, 24 : 26, 15 : 9)  | Црвена звезда          | [ 12 ]       |
| 2018/19. (Лајковац)     | Железничар Лајковац (2)    | 3 : 0 (25 : 22, 25 : 19, 25 : 21)                   | Црвена звезда          | [ 13 ]       |
| 2019/20. (Уб)           | Уб (1)                     | 3 : 2 (25 : 15, 24 : 26, 25 : 13, 21 : 25, 15 : 9)  | Јединство Стара Пазова | [ 14 ]       |
| 2020/21. (Врњачка Бања) | Железничар Лајковац (3)    | 3 : 0 (25 : 18, 25 : 19, 25 : 22)                   | Уб                     | [ 15 ]       |
| 2021/22. (Лајковац)     | Црвена звезда (6)          | 3 : 1 (25 : 18, 25 : 14, 18 : 25, 25 : 23)          | Железничар Лајковац    | [ 16 ]       |
| 2022/23. (Уб)           | Уб (2)                     | 3 : 2 (25 : 27, 19 : 25, 25 : 23, 25 : 23, 15 : 12) | Јединство Стара Пазова | [ 17 ]       |
| 2023/24. (Обреновац)    | Јединство Стара Пазова (2) | 3 : 2 (25 : 14, 28 : 30, 14 : 25, 25 : 16, 16 : 14) | ТЕНТ                   | [ 18 ]       |
| 2024/25. (Крагујевац)   | ТЕНТ (1)                   | 3 : 0 (25 : 22, 25 : 19, 25 : 15)                   | Железничар Лајковац    | [ 19 ]       |

- У загради поред сезоне наведен је град у коме је одржан завршни турнир или одигран финални меч.

### Успешност клубова
| Пласман | Екипа                  | Победник                                                | Финалиста                             |
| ------- | ---------------------- | ------------------------------------------------------- | ------------------------------------- |
| 1.      | Црвена звезда          | 6 2009/10, 2010/11, 2011/12, 2012/13, 2013/14, 2021/22. | 4 2006/07, 2008/09, 2017/18, 2018/19. |
| 2.      | Железничар Лајковац    | 3 2017/18, 2018/19, 2020/21.                            | 2 2021/22, 2024/25.                   |
| 3.      | Поштар                 | 3 2006/07, 2007/08, 2008/09.                            | —                                     |
| 4.      | Визура                 | 2 2014/15, 2015/16.                                     | 3 2010/11, 2012/13, 2013/14.          |
| 4.      | Јединство Стара Пазова | 2 2016/17, 2023/24.                                     | 3 2015/16, 2019/20, 2022/23.          |
| 6.      | Уб                     | 2 2019/20, 2022/23.                                     | 1 2020/21.                            |
| 7.      | ТЕНТ                   | 1 2024/25.                                              | 2 2014/15, 2023/24.                   |
| 8.      | Динамо Панчево         | —                                                       | 3 2007/08, 2009/10, 2016/17.          |
| 9.      | Спартак Суботица       | —                                                       | 1 2011/12.                            |